# Obliterated
Obliterated är en amerikansk action- och dramaserie  från 2023. Serien skapad av Jon Hurwitz, Hayden Schlossberg och Josh Heald. Nick Zano och Shelley Hennig ses i huvudrollerna, och hade premiär på strömningstjänsten Netflix den 1 november 2023 och består av åtta avsnitt.

## Handling
Serien utspelar sig i Las Vegas och kretsar kring ett elitteam som sammansatts från olika grenar av USA:s väpnade styrkor i syfte att stoppa ett dödligt terroristnätverk. De hittar bomben och firar att de lyckats med bland annat droger och alkohol.  Bomben som de desarmerade visar sig vara falsk, och de måste på fyllan hitta och oskadliggöra den verkliga bomben.

## Rollista i urval
- Nick Zano - Chad McKnight
- Shelley Hennig - Ava Winters
- Terrence Terrell - Trunk
- Alyson Gorske - Lana
- C. Thomas Howell - Haggerty
- Eugene Kim - Paul Young
- Paola Lázaro - Angela Gomez
- Kimi Rutledge - Maya Choi
- Carl Lumbly - Langdon
- David Costabile - Maddox
- Virginia Madsen - Marge
- Clive Standen - Liam